# 부수적 복제

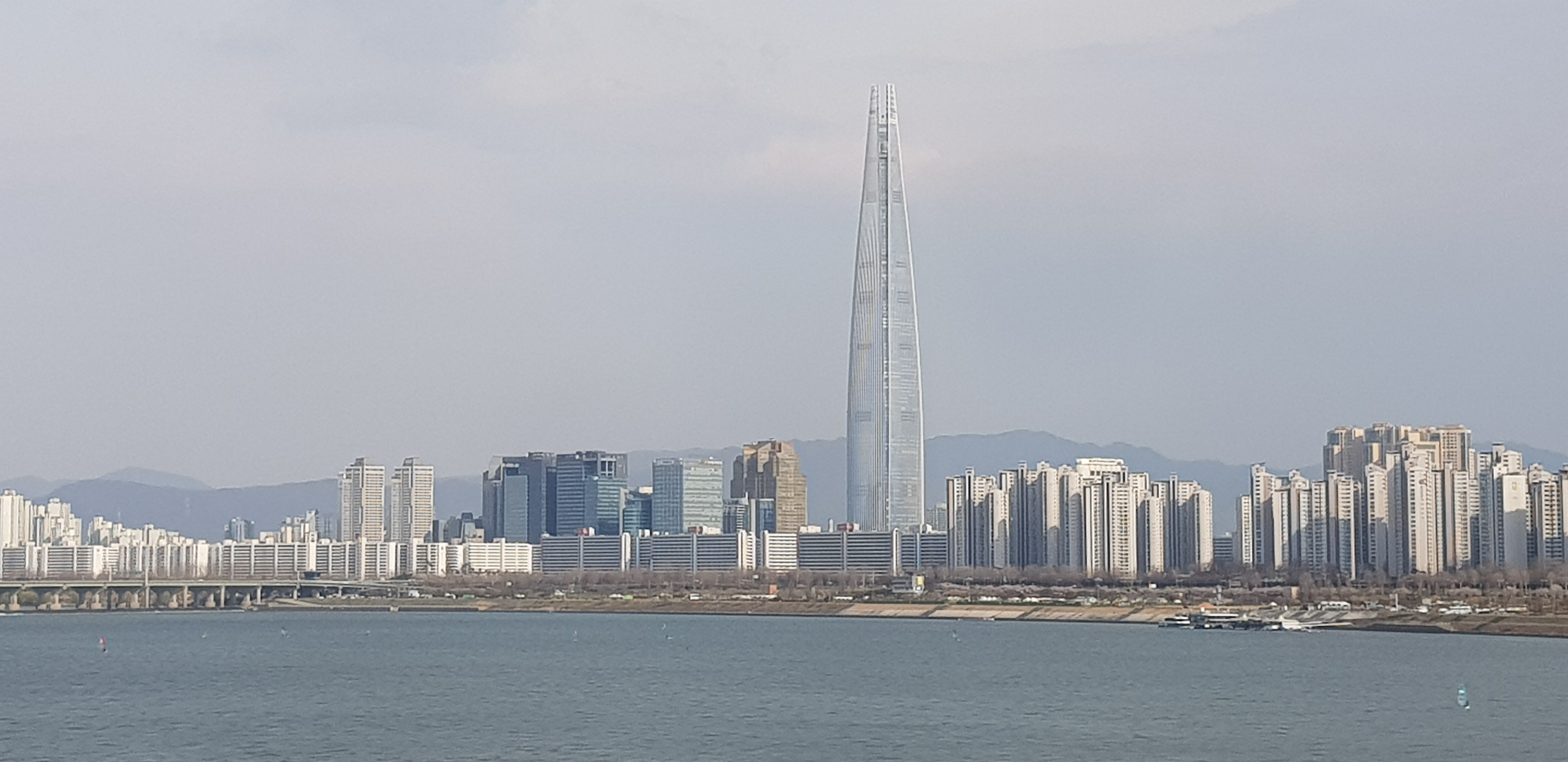
대한민국에서는 상업적 용도의 파노라마의 자유가 없으므로 서울특별시 송파구에 위치한 롯데월드타워의 사진을 상업적인 용도로 사용하는 것은 저작권 위반으로 취급된다. 그러나 이 사진과 같이 롯데월드타워를 포함한 어떤 건물에도 초점을 맞추고 있지 않은 서울특별시의 스카이라인 사진은 부수적 복제를 정의하고 있는 대한민국 저작권법 제35조의3에 따라 허용된다.

부수적 복제(De minimis)는 "최소한의 것들에 관한 것"을 의미하는 라틴어 표현으로, 일반적으로 de minimis non curat praetor("법무관은 사소한 일에 관심을 두지 않습니다") 또는 de minimis non curat lex("법은 사소한 일에 관심을 두지 않습니다")라는 용어로 사용된다. 이는 법원이 사소한 문제를 고려하기를 거부하는 법적 원칙이다. 스웨덴의 크리스티나 여왕(1633~1654년)은 비슷한 라틴어 격언인 aquila non capit muscās(독수리는 파리를 잡지 않는다)를 선호했다.